# Rudolf Doblhoff
Rudolf von Doblhoff (19. srpna 1849 Weikersdorf – 30. dubna 1924 Baden) byl rakouský šlechtic a politik německé národnosti z Dolních Rakous, na konci 19. století poslanec Říšské rady.

## Biografie
Profesí byl statkářem. Uvádí se jako statkář v Tribuswinkelu. V letech 1868–1913 zastával funkci předsedy spolkové spořitelny v Badenu.
Byl politicky činný. Zasedal jako poslanec Dolnorakouského zemského sněmu. Zvolen sem byl v roce 1890 a opětovně v roce 1896, 1902 a 1909. Byl volen za Stranu ústavověrného velkostatku. Na sněmu setrval do roku 1915. V letech 1890–1896 byl náhradníkem zemského výboru.
Byl i poslancem Říšské rady (celostátního parlamentu Předlitavska), kam usedl v doplňovacích volbách roku 1893 za kurii velkostatkářskou v Dolních Rakousích. Nastoupil 10. října 1893 místo Leopolda Gudenuse. Ve volebním období 1891–1897 se uvádí jako svobodný pán Rudolf von Doblhoff, statkář, bytem Tribuswinkel. Po svém zvolení byl na Říšské radě přijat za člena klubu Sjednocené německé levice, do kterého se spojilo několik ústavověrných (liberálně a centralisticky orientovaných) proudů.
Jeho manželkou byla baronka Dorothea von Doblhoff, rozená Littrow. Zemřela v dubnu 1917 na zámku v Tribuswinkelu.